# Número de divisores armónicos
En matemáticas, un número de divisores armónicos, o número de Ore (llamado así por Øystein Ore, quien lo definió en 1948), es un número entero positivo cuyos divisores tienen una media armónica que es un número entero. Los primeros números de divisores armónicos son:
1, 6, 28, 140, 270, 496, 672, 1638, 2970, 6200, 8128, 8190 (sucesión A001599 en OEIS).

## Ejemplos
Por ejemplo, el número 6 se dice que es de divisores armónicos porque sus cuatro divisores (1, 2, 3 y 6) poseen una media armónica que es un número entero:
{\displaystyle {\frac {4}{{\frac {1}{1}}+{\frac {1}{2}}+{\frac {1}{3}}+{\frac {1}{6}}}}=2.}
El número 140 tiene divisores 1, 2, 4, 5, 7, 10, 14, 20, 28, 35, 70 y 140. Su media armónica es:
{\displaystyle {\frac {12}{{\frac {1}{1}}+{\frac {1}{2}}+{\frac {1}{4}}+{\frac {1}{5}}+{\frac {1}{7}}+{\frac {1}{10}}+{\frac {1}{14}}+{\frac {1}{20}}+{\frac {1}{28}}+{\frac {1}{35}}+{\frac {1}{70}}+{\frac {1}{140}}}}=5}
y 5 es un número entero, lo que hace que 140 sea un número de divisores armónicos.

## Factorización de la media armónica
La media armónica H(n) de los divisores de cualquier número n se puede expresar como la fórmula
{\displaystyle H(n)={\frac {n\sigma _{0}(n)}{\sigma _{1}(n)}}}
donde σi (n) es la suma de las i potencias de los divisores de n: σ0 es el número de divisores y σ1 es la suma de los divisores (Cohen, 1997).
Todos los términos de esta fórmula son multiplicativos, aunque no completamente multiplicativos. Por lo tanto, la media armónica H(n) también es multiplicativa.
Esto significa que, para cualquier número entero positivo n, la media armónica H(n) se puede expresar como el producto de las medias armónicas de las potencias primas de la factorización de n.
Por ejemplo, se tiene que
{\displaystyle H(4)={\frac {3}{1+{\frac {1}{2}}+{\frac {1}{4}}}}=12/7}
{\displaystyle H(5)={\frac {2}{1+{\frac {1}{5}}}}=5/3,}
{\displaystyle H(7)={\frac {2}{1+{\frac {1}{7}}}}=7/4,}
y
{\displaystyle H(140)=H(4\cdot 5\cdot 7)=H(4)\cdot H(5)\cdot H(7)={\frac {12}{7}}\cdot {\frac {5}{3}}\cdot {\frac {7}{4}}=5.}

## Números de divisores armónicos y números perfectos

Demostración con las regletas de Cuisenaire de la perfección del número 6

Para cualquier entero M, como observó Ore, el producto de la media armónica y de la media aritmética de sus divisores es igual a M, como puede verse en las definiciones. Por tanto, M es armónico, con k divisores de media armónica, si y solo si la media de sus divisores es el producto de M por una fracción unitaria 1/k.
Ore demostró que cada número perfecto es de divisores armónicos. Para ver esto, se debe observar que la suma de los divisores de un número perfecto M es exactamente 2M. Por lo tanto, el promedio de los divisores es M(2/τ(M)), donde τ(M) denota el número de divisores de M. Para cualquier M, τ(M) es impar si y solo si M es un cuadrado perfecto, de lo contrario, cada divisor d de M puede emparejarse con un divisor diferente M/d. Pero, ningún número perfecto puede ser un cuadrado: esto se sigue de la forma conocida de los números perfectos pares y del hecho de que los números perfectos impares (si existen) deben tener un factor de la forma qα donde α ≡ 1 (mod 4). Por lo tanto, para un número perfecto M, τ(M) es par y la media de los divisores es el producto de M por la fracción unitaria 2/τ(M), y en consecuencia, M es un número de divisores armónicos.
Ore conjeturó que no existen números de divisores armónicos impares distintos de 1. Si la conjetura es cierta, esto implicaría la inexistencia de números perfectos impares.

## Límites y búsquedas informáticas
W. H. Mills (inédito; véase Muskat) demostró que cualquier número de divisores armónicos impar superior a 1 debe tener un factor de potencia primo superior a 107, y Cohen demostró que dicho número debe tener al menos tres factores primos diferentes.Cohen y Sorli (2010) demostró que no hay números de divisores armónicos impares menores que 1024.
Cohen, Goto y otros, empezando por el propio Ore, han realizado búsquedas informáticas que enumeran todos los números de divisores armónicos pequeños. A partir de estos resultados, se conocen listas de todos los números de divisores armónicos hasta 2 × 109, y todos los números de divisores armónicos para los que la media armónica de los divisores es como máximo 300.